# Пагубная самонадеянность
Пагубная самонадеянность. Ошибки социализма — книга Фридриха Хайека, последний труд экономиста. В книге подводится итог более чем полувековым размышлениям над природой популярности социалистических идей в XIX и XX вв., а также над причинами, которые делали неизбежным провал всех и всяческих проектов построения социалистического общества.